# Vítězslav Novák
Vítězslav Novák (1870-1949) là nhà soạn nhạc, nhà sư phạm người Séc.

## Cuộc đời và sự nghiệp
Vítězslav Novák học âm nhạc tại Nhạc viện Praha, dưới sự hướng dẫn của Antonín Dvořák. Ở đó Dvořák dạy Novák sáng tác. Trong các năm 1909-1939, Novák là giáo sư của chính Nhạc viện, đào tạo ra nhiều nhà soạn nhạc của Séc.

## Phong cách sáng tác
Những tác phẩm đầu tiên của Novák chịu ảnh hưởng của Johannes Brahms, nhưng sau đó, Novák càng thể hiện rõ màu sắc dân tộc Séc khi chịu ảnh hưởng của Leoš Janáček.

## Các sáng tác
Vítězslav Novák đã để lại:
- 4 vở opera, nổi bật là:

- Karlstejn (1916)
- Di huấn của người ông (1926)

- 2 vở ballet
- Các bản cantata
- Những tác phẩm cho dàn nhạc giao hưởng như:

- Giao hưởng mùa thu (có sự tham gia của 2 hợp xướng, 1934)
- Giao hưởng tháng Năm (có sự tham gia của đơn ca và hợp xướng, 1945)
- Những bản overture
- Những tổ khúc

- Các bản conerto, serenade, tứ tấu, ngũ tấu, tam tấu
- Những bản nhạc cho piano
- Romance
- Tác phẩm dành riêng cho hợp xướng

Ngoài ra, ông còn viết Tuyển tập dân ca Slovak.